# 平东街道
平东街道，是中华人民共和国吉林省四平市铁东区下辖的一个乡镇级行政单位。

## 行政区划
平东街道下辖以下地区：
宏大社区、国测社区、烟厂社区、辉煌社区和城东社区。